# Stephanoberyciformes

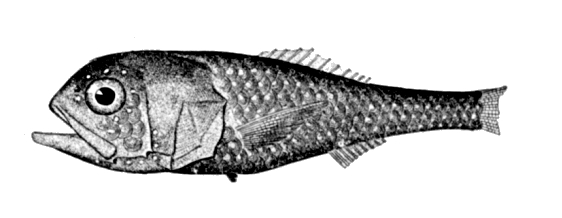
Poromitra capito

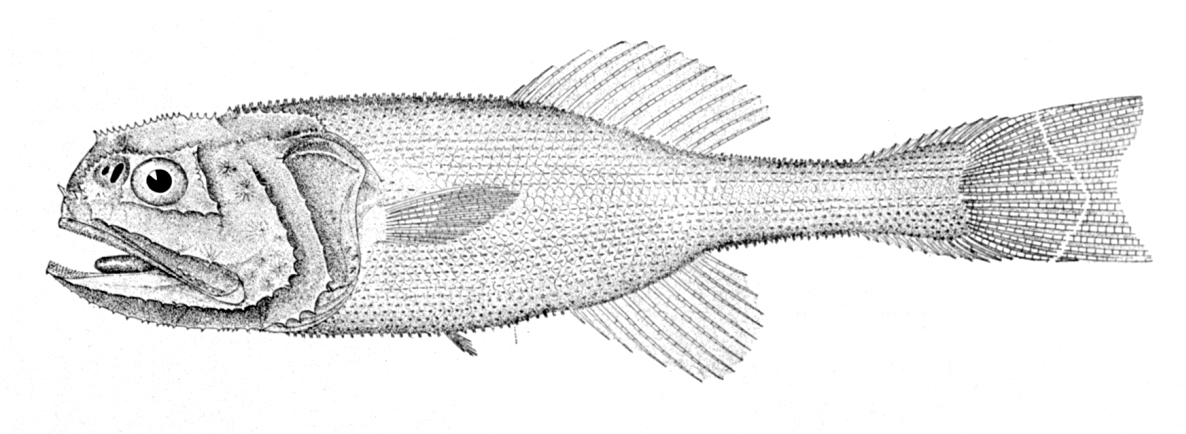
Stephanoberyx monae

Los Stephanoberyciformes son un orden de peces marinos teleósteos del superorden Acanthopterygii, entre los que se incluyen especies que viven en aguas profundas sin apenas importancia comercial.
Tienen el cuerpo generalmente redondeado, con los huesos del cráneo especialmente delgados y hueso supramaxilar ausente o muy reducido. Las características del cuerpo son muy similares a los Beryciformes, su orden hermano.

## Sistemática
Algunos autores forman una superfamilia dentro de este orden en el que también consideran la superfamilia Cetomimoidea, aunque en realidad éstos deben ser separados en el orden Cetomimiformes.
Existen unas 45 especies agrupadas en cuatro familias, aunque casi todas las especies son de la familia Melamphaidae, mayoritaria:
- Gibberichthyidae (Parr, 1933)
- Hispidoberycidae Kotlyar, 1981
- Melamphaidae Gill, 1893
- Stephanoberycidae Gill, 1884